# Dirk Ayelt Kooiman
Dirk Ayelt Kooiman (Amsterdam, 3 januari 1946 – aldaar, 2 oktober 2018) was een Nederlands prozaschrijver en essayist.

## Biografie
Kooiman kwam zowel van vaders- als moederszijde uit families van predikanten en was een zoon van prof. dr. Willem Jan Kooiman (1903–1968), luthers predikant en hoogleraar en Margaretha Alida Wumkes (1902–1996). Zijn moeder was een dochter van hervormd predikant dr. Geert Aeilco Wumkes (1869–1954), die bekend is geworden om zijn kerkhistorische werken, maar ook, omdat hij op 3 januari 1915 de eerste officiële kerkdienst in het Fries hield, in Tzum. Hij werd genoemd naar de broer van zijn moeder Dirk Aijelt Wumkes (1904–1995), leraar aan een lyceum; zijn andere oom, Ate Dirk Wumkes (1911–2001), was eveneens een predikant.
Kooiman was met Thomas Graftdijk oprichter en redacteur van Soma (1968–1972). Hij geldt, met Doeschka Meijsing, Nicolaas Matsier en Frans Kellendonk, als een uitgesproken representant van het literair tijdschrift De Revisor, dat als opvolger van Soma door hem en Graftdijk in 1974 werd opgericht en waarvan hij tot 1994 redacteur was. Hij zette in De Revisor zijn opvattingen over literatuur uiteen, die onder meer inhielden dat de anekdote en het realisme niet in de literatuur thuishoorden, maar wel vorm, verbeelding en reflectie. Hij en zijn medestanders stonden een meer op verhaalanalyse gerichte, geconstrueerde schrijfwijze voor, die de Revisor-auteurs de door de criticus Aad Nuis bedachte bijnaam 'Academisten' opleverde. Door wisselingen in vertelperspectief, manipulaties met het tijdsverloop en geraffineerde spiegeleffecten met personages en verhaalmotieven vertelde Kooiman een verhaal op een zeer gestructureerde, analytische manier, die door lezers als gekunsteld kon worden ervaren, maar logisch voortkwam uit de literatuuropvatting die hij in essays had uitgedragen.
Kooiman schreef romans en verhalen. Veel van zijn hoofdfiguren zijn twijfelende mannen met een onzekere kijk op zichzelf en op de werkelijkheid om hen heen. Met Een romance (1973) bereikte hij een groot publiek. Hij trok ook de aandacht met De grote stilte (1975) en De vertellingen van een verloren dag (1980). Zijn bekendste boek is de "non-fictieve roman" Montyn uit 1982, waarin hij het levensverhaal van de kunstenaar Jan Montyn optekende. Door de lineaire verhaalvorm wijkt het af van de uitgangspunten waarmee Kooiman als voorman van De Revisor bekend is geworden. Kooiman schreef ook een aantal film- en televisiescripts, onder meer voor Prettig weekend, meneer Meijer (1978) en De smaak van water (1982) van Orlow Seunke en De Dream (1985) van Pieter Verhoeff.
Hij overleed op 72-jarige leeftijd.

## Citaat (1977)
Het verhaal wordt corrupt op het moment dat er sprake is van inhoud, het volmaakte verhaal is het lege verhaal.

## Trivia
Het gedicht 'Hoor hoe de dood zingt' van de Nederlandse schrijver en schilder Jean-Paul Franssens (uit de cyclus 'Liederen van de dood', 1983) is opgedragen aan Dirk Ayelt Kooiman.